# Dino Rey
Kodai Ōja Kyōryū King (古代王者恐竜キング lit. "Antiguo rey de los dinosaurios"?), conocido como Dino Rey en Hispanoamérica y Dinosaur King en España, es una serie de anime y un juego arcade basado en cartas creado por Sega en colaboración con Sunrise. El juego fue revelado por la JAMMA en 2005. En Norteamérica se ha lanzado una versión para Nintendo DS.

## Argumento

### Anime
El Equipo D, compuesto por Max Taylor, Zoe Drake y Rex Owen, viajará alrededor del mundo para vencer a la malvada Pandilla Alfa y descubrir los secretos para que los dinosaurios cobren vida nuevamente. Viviendo en el presente, los 3 héroes se transportan a cualquier rincón del mundo en busca de las cartas de dinosaurios que perdió el Dr. Z durante sus viajes en el tiempo. De esta manera, dinosaurios verdaderos reaparecen en acción y se enfrentan en batallas espeluznantes y memorables. En la segunda temporada el Equipo D vuelve cuando los Piratas Espaciales secuestran a los padres de Max, Rex y Zoe buscando unos objetos llamados piedras cósmicas, así el Equipo D junto a la Pandilla Alpha viajan por el tiempo buscando las piedras cósmicas y deben rescatar a sus padres de los malvados Piratas Espectrales, eso unido a que los dinosaurios utilizan unas armaduras espectrales para luchar, convierte la aventura en una aterradora y peligrosa misión para salvar al mundo.

### Juego
El Dr. Spike Taylor se encontraba en una misión paleontológica con su hijo Max y el mejor amigo de su hijo, Rex. Max y Rex descubren algunas losas de piedra mágica y encuentran a los dinosaurios, que les piden ayuda. Una organización maligna llamada "Pandilla Alpha", dirigida por el infame Dr. Z, viajó hacia atrás en el tiempo para cazar dinosaurios y utilizarlos para conquistar el mundo. Corresponde a Max, Zoe y Rex viajar por todo el mundo con el objetivo de derrotar al Dr. Z y a la Pandilla Alpha para salvar a los dinosaurios.

## Aspectos de la serie
Artículo principal: Anexo: Cartas de Kodai Ōja Kyōryū King
En la serie, la trama gira alrededor de la captura de cartas que contienen dinosaurios que, según el elemento, se activan (Esto pasa cuando la carta se expone al elemento que corresponda a su símbolo), pero comúnmente cada elemento tiene un sentido de dinosaurios, estos son los elementos:
- Fuego: Dinosaurios de las familias Tyrannosauridae, Carcharodontosauridae, el Abelisauridae Rajasaurus, el Allosauridae Saurophaganax y el Megalosauridae Torvosaurus, todos dinosaurios carnívoros robustos y generalmente de gran tamaño (con excepciones, como el Alioramus y Siamotyrannus).
- Agua: Dinosaurios de la familia Spinosauridae, y varios saurópodos de diferentes clados, en su mayoría saurópodos que no sobrepasan los 20 metros de longitud. Las cartas de asistencia incluyen reptiles marinos como el Ophthalmosaurus y el Futabasaurus.
- Rayo: Dinosaurios Ceratópsidos.
- Tierra: Dinosaurios Thyreophora.
- Hierba: Dinosaurios Hadrosauridae, algunos miembros de la familia Iguanodontidae. Las tarjetas de asistencia incluyen saurópodos Diplodocoidea y reptiles voladores.
- Viento: Dinosaurios de la superfamilia Ceratosauria en su mayoría, varios miembros de la familia Megalosauridae, la familia Dromaeosauridae y varios otros miembros del clado Tetanurae.
- Secreto: Dinosaurios poco comunes, fueron objetos de experimentación y fusionados con una tarjeta de ataque, generalmente son dinosaurios que no encajan en las categorías de los otros 6 tipos de elementos y la apariencia de los dinosaurios propios, como el Pachycephalosaurus o el Therizinosaurus. También hay cartas de asistentes neutrales que debutan después dentro de elemento secreto como el Pawpawsaurus y Cryolophosaurus.
- El Dino Lector es un dispositivo multifuncional que tiene un sistema de rastreo capaz de localizar las cartas recién descubiertas y luego transportar al Equipo D a cualquier lugar en el mundo para recogerlas, además de servir como traductor de los pensamientos de los dinosaurios. Contiene unos compartimentos para sostener las cartas y rocas que son usadas para traer a los dinosaurios a la vida. Las rocas que contienen los Dino Lectores son las del Electricidad, Viento y Hierba.

## Personajes

### Humanos
- Max Taylor: De personalidad alegre y despreocupado, muy parecido al de su padre, el Dr. Spike Taylor. Ama los dinosaurios, al igual que su padre, que es paleontólogo. La parte más distintiva de su indumentaria es su visera con cuernos de Triceratops que sirven como linternas. Su dinosaurio es un Triceratops llamado Gabu (Chomp en Inglés y en España).[8]

- Rex Owen: Es el mejor amigo de Max y Zoe. Su padre adoptivo es el Dr. Owen, un paleontólogo amigo del Dr. Taylor que lo encontró cuando era un bebé. Rex vive con los Taylor mientras su padre lleva a cabo una investigación de campo. Es un poco más reflexivo que Max, pero suele ser impaciente. También sabe de computación y conoce mucho acerca de los dinosaurios. Es el miembro más serio y responsable del Equipo D, aunque también es capaz de reír y divertirse. Max y él pelean de vez en cuando, pero eso no les impide ser mejores amigos. Su dinosaurio es un Carnotaurus llamado Ace.[8]

- Zoe Drake: Es la hermana menor de Reese Drake y la mejor amiga de Max y Rex. Es buena en los deportes, pero también le encanta la moda. Ella es quien calma las constantes discusiones entre Max y Rex. Tiene una gran habilidad para mantener la calma en situaciones críticas. Sus dos padres son veterinarios y regentan una clínica veterinaria. Su dinosaurio es una Parasaurolophus que se llama Paris.[8]

- Dr. Spike Taylor: El Dr. Taylor es un prestigioso paleontólogo de fama internacional al que le encantan el trabajo de campo y los dinosaurios. Es el padre de Max, y se encarga del Dino Laboratorio (Dino Lab), donde, junto a Reese Drake, ayuda al Equipo D en la investigación de las piedras cosmos y las cartas de dinosaurios encontradas alrededor del mundo.[8]

- Reese Drake: Es la hermana mayor de Zoe y la creadora de los Dino Lectores, unos artefactos que detectan los dinosaurios que se activan alrededor del mundo. Es la encargada de investigar sobre las cartas de dinosaurios junto al Dr. Spike Taylor; aunque ella está constantemente investigando sobre las cosas extrañas que se encuentran en las cartas, ya que algunas son obras fabricadas por el Dr. Z, como experimentaciones con dinosaurios.
- Dr. Z: Es un científico loco de edad avanzada y el líder de la pandilla Alfa. Tiene un enorme coliseo en donde enfrenta a sus dinosaurios y tiene el deseo de obtener todas las cartas de estos para hacer las mejores peleas y ser 'El Rey de los Dinosaurios'. Era el supuesto villano principal en la primera temporada hasta la rebelión de Seth. Mientras que en la segunda temporada los principales villanos fueron los Piratas.
- Ursula: Es la miembro principal de la pandilla Alfa. Es linda y servicial pero temperamental, ofensiva y un poco mandona. Tiende a enfurecer cuando es llamada 'Ancianita', aun a kilometros de distancia. Es acompañada por Sander y Ed, quienes son frecuentemente regañados por esta. Tiene un cabello similar a la de Medusa. Su dinosaurio es Terry.
- Sander: Es miembro de la Pandilla Alfa. Es alto y delgado. Es junto a Ed frecuentemente regañado por Ursula. Su dinosaurio es Spiny.
- Ed: Es miembro de la Pandilla Alfa. Es gordo y bajito. Es junto a Sander frecuentemente regañado por Ursula. Su dinosaurio es Tanque.
- Seth: Es el asistente de experimentos del Dr. Z. Se rebela como el villano principal de la temporada 1 creando al tiranosaurio negro y rebelandose contra el Dr. Z. Tiene una apariencia similar a la de un ninja.
- Rod: Es el nieto del Dr. Z. Es un niño con vestimenta de aviador y que estudia con su hermana Laura, sobre todo cuando Helga se los exige. Es tierno e inocente a pesar de ser del equipo rival.
- Laura: Es la nieta del Dr. Z. Es una niña con túnica morada y que estudia con su hermano Rod, sobre todo cuando Helga se los exige. Es tierna e inocente a pesar de ser del equipo rival.

### Dinosaurios
En la serie, los dinosaurios permanecen en cartas, lo cual fue necesario para protegerlos. En la primera temporada, hay un total de 37 cartas, y 38 si contamos al Tyrannosaurus negro. La segunda temporada tiene 23 cartas (26 si contamos a los dinosaurios alterados de los Piratas Espectrales).

## Contenido de la obra

### Anime
Kodai Ōja Kyōryū King: DKidz Adventure 古代王者恐竜キングDキッズアドベンチャ (Kodai Ōja Kyōryū Kingu D Kizzu Adobenchā??) es un Kodomo o Kodoshonen (anime orientado a un público infantil) que intenta permanecer fiel al formato de duelos y la lucha entre dinosaurios con poderes. Utiliza dibujos tradicionales y animación 3D. Es producida por Sunrise y comenzó a transmitirse en TV Asahi el 4 de febrero de 2007. 4Kids Entertainment ha licenciado el anime y lo dobló y distribuyó hacia otros países del mundo. El anime fue lanzado bajo el nombre de Dinosaur King el 8 de septiembre de 2007 en 4Kids TV. A partir de este otoño, comenzó a transmitirse en la CW4Kids y en YTV de Canadá desde el 8 de septiembre de 2008, y a partir de noviembre de 2008, se ha lanzado al aire en México, Sudáfrica, Irlanda, los Países Bajos y Europa oriental. El guion inglés sigue de cerca al japonés, aunque se ha cambiado el sentido de algunas bromas. Mientras que el país de origen del equipo D no está especificado explícitamente, 4Kids ha dejado los elementos que lo identifican como Japón: mapas y nombres de las ciudades, cocina japonesa, y el texto sigue siendo, en su mayor parte, sin cambios. A pesar de ello, todos los personajes usan los nombres oficiales de Sega en inglés.

#### Primera Temporada
Comienza cuando el equipo D, conformado por Max, Rex y Zoe, encuentra las piedras de dinosaurios (tienen el poder de activar las cartas de dinosaurio) que llegaron gracias a un meteorito. Después el equipo D viaja alrededor del mundo para conseguir las cartas de dinosaurio, rescatarlas de la malvada pandilla Alpha (en la segunda temporada se amistan con la Pandilla Alpha) y descubrir más secretos acerca de los dinosaurios. Termina cuando Seth traiciona a la Pandilla Alpha en el episodio 49 y crea al Tiranosaurio Negro.

#### Segunda Temporada
Al parecer en Japón, después del episodio donde Seth traiciona a la Pandilla Alpha (episodio 49), invoca a un Tyrannosaurus negro e intenta convertir al mundo en la era de los dinosaurios, todos unidos lo derrotaron y Rex se va con sus verdaderos padres, también Gabu, Ace, Paris, Tanque, Spiny y Terry se convierten de nuevo en cartas y la Pandilla Alpha regresa a su verdadero tiempo, pero el episodio 50.-"Trampa de padres alíen",  se da a descubrir que Rex y los dinosaurios regresaron y ahora usan unos Dino Lectores parecidos a relojes y los dinosaurios traen una armadura que los hace más fuertes, también viajan en el tiempo tratando de salvar a sus padres de los Zanjark, un grupo de piratas espectrales que quiere dominar el universo.

### Manga
Consta de 2 volúmenes que fueron publicados en Japón por Shogakukan en CoroCoro Dragon Comics entre 2006 y 2007. El autor del manga es Yohei Sakai. Más adelante, ambos volúmenes fueron traducidos al inglés y lanzados en Estados Unidos en 2010.

### Juego de cartas coleccionables
El juego de cartas fue lanzado durante el otoño de 2008. Aunque el mecanismo de juego mantiene el funcionamiento de los videojuegos de cartas arcade en cierta medida, no están pensadas para ser mezcladas.

## Banda Sonora

### Openings
- "Chiisa na Bokura no Ooki na Heart (小さな僕らの大きなハート)" por ICHIKO (episodios 1 - 49)
- "Sora no Kodomo-tachi (宇宙(そら)の子どもたち)" por Hiromichi Satou (episodios 50 - 79)

### Endings
- "Kyōryū Muscle (恐竜マッスル)" por Hiromichi Satou (episodios 1 - 31)
- "Kyōryū Dadanba (恐竜ダダンバ)" por Hiromichi Satou (episodios 32 - 49)
- "Funifunizaurusu (フニフニザウルス)" por Yukiko Sakai (episodios 50 - 79)

Una banda sonora ha sido creada, aunque de vez en cuando 4Kids usa la música original japonesa.